# Ortschaft Südost
Die Ortschaft Südost ist die zweitkleinste der sieben Ortschaften der kreisfreien Stadt Salzgitter in Niedersachsen.

## Geografie

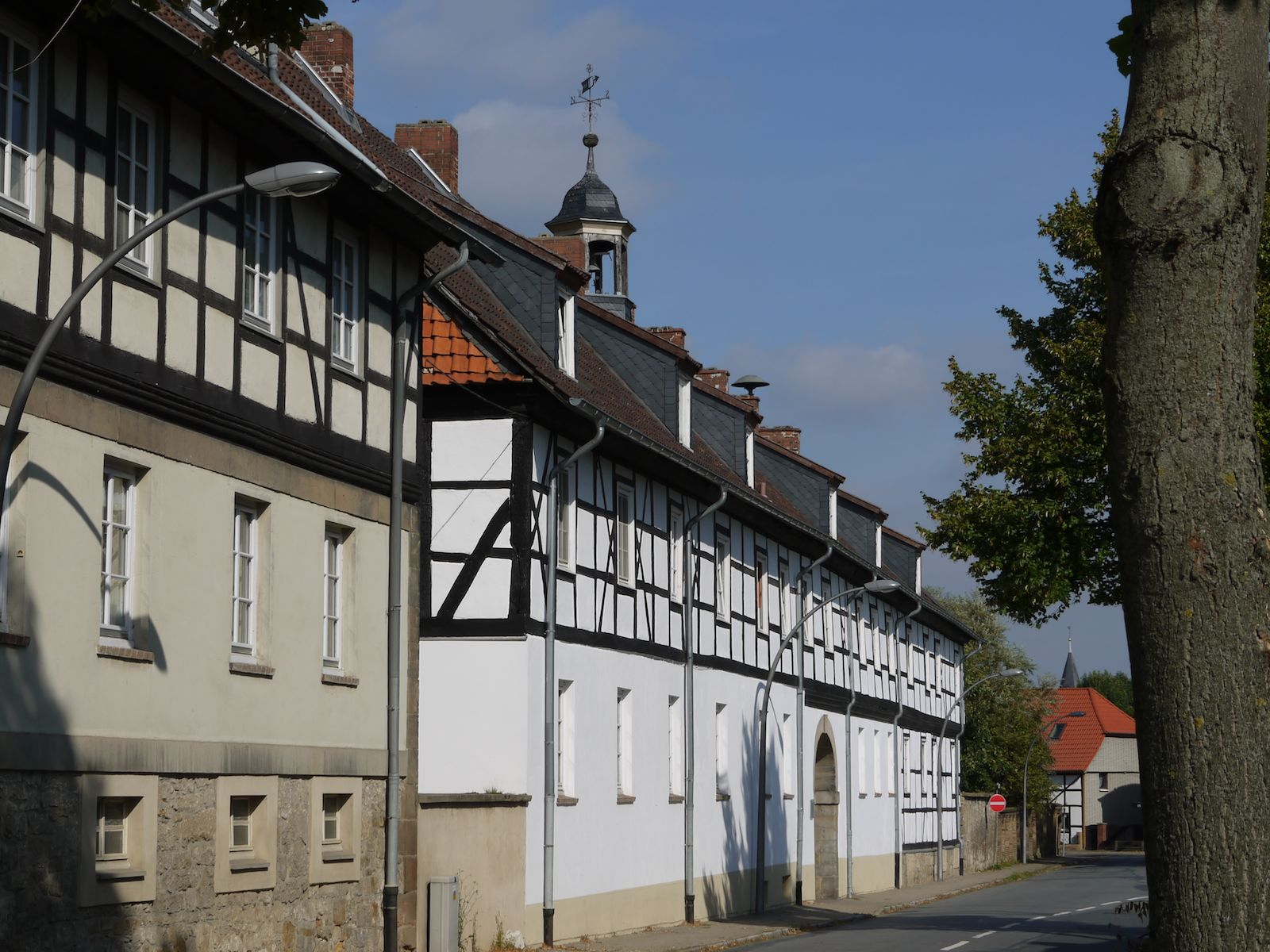
Gutsanlage in Flachstöckheim

Die Ortschaft Südost grenzt im Norden an die Ortschaft Ost, im Osten und Südosten an den Landkreis Wolfenbüttel mit der Samtgemeinde Oderwald und der Gemeinde Schladen-Werla, im Süden an den Landkreis Goslar mit der Gemeinde Liebenburg, im Südwesten an die Ortschaft Süd und im Nordwesten an die Ortschaft West.

### Gliederung
Die Ortschaft Südost setzt sich aus folgenden fünf Stadtteilen der Stadt Salzgitter zusammen.
| Stadtteil        | Einwohnerzahl (Dezember 2024) | Fläche in km² | Bevölkerungsdichte in Einw./km² |
| ---------------- | ----------------------------- | ------------- | ------------------------------- |
| Barum            | 673                           | 6,70          | 100                             |
| Beinum           | 471                           | 6,24          | 75                              |
| Flachstöckheim   | 1.003                         | 4,56          | 220                             |
| Lobmachtersen    | 783                           | 8,18          | 96                              |
| Ohlendorf        | 514                           | 7,90          | 65                              |
| Ortschaft Südost | 3.444                         | 33,59         | 103                             |

Neben diesen fünf Stadtteilen gehören folgende Siedlungen und Wohnplätze zur Ortschaft Nord:
- Gut Nienrode zu Ohlendorf
- Schachtsiedlung zu Ohlendorf

### Bilder

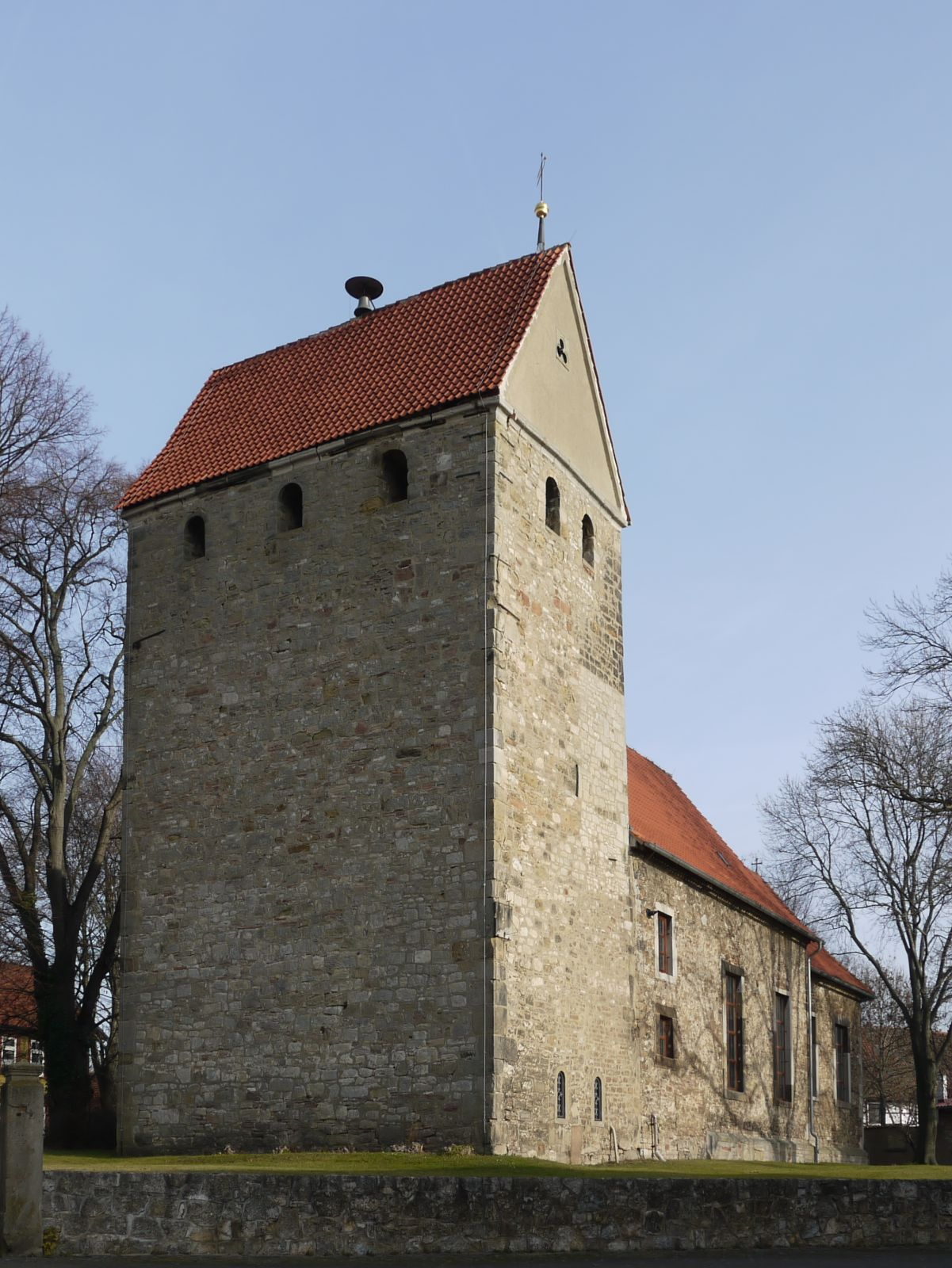
St.-Nikolai-Kirche in Barum
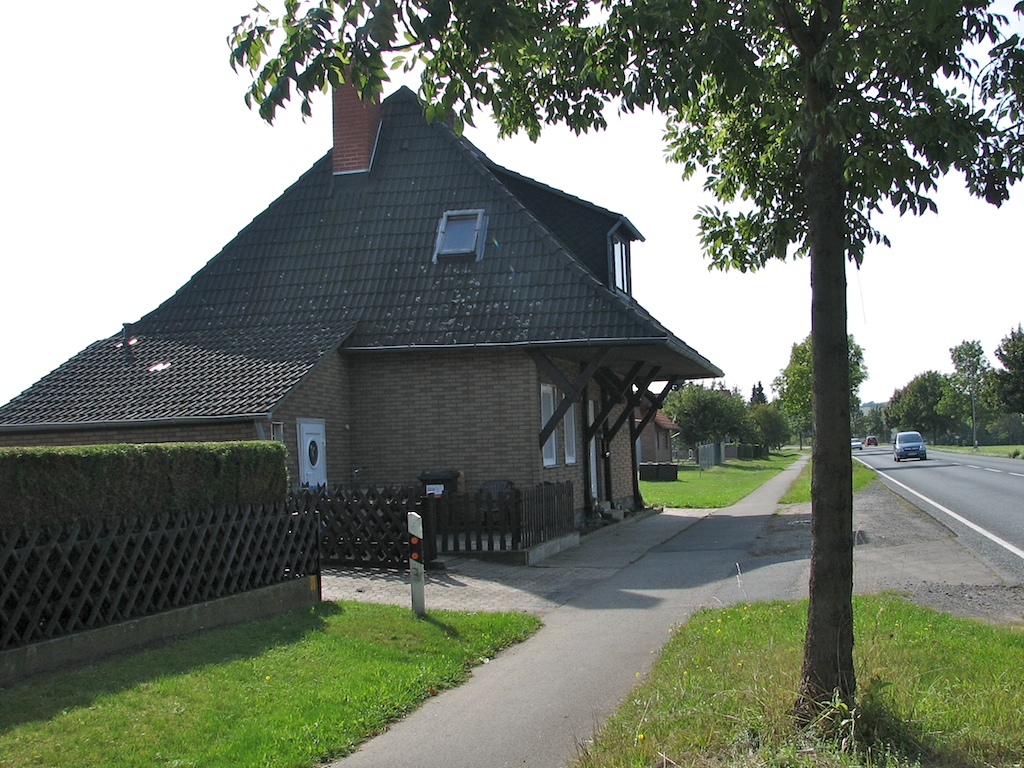
Ehemaliges Weghaus in Beinum
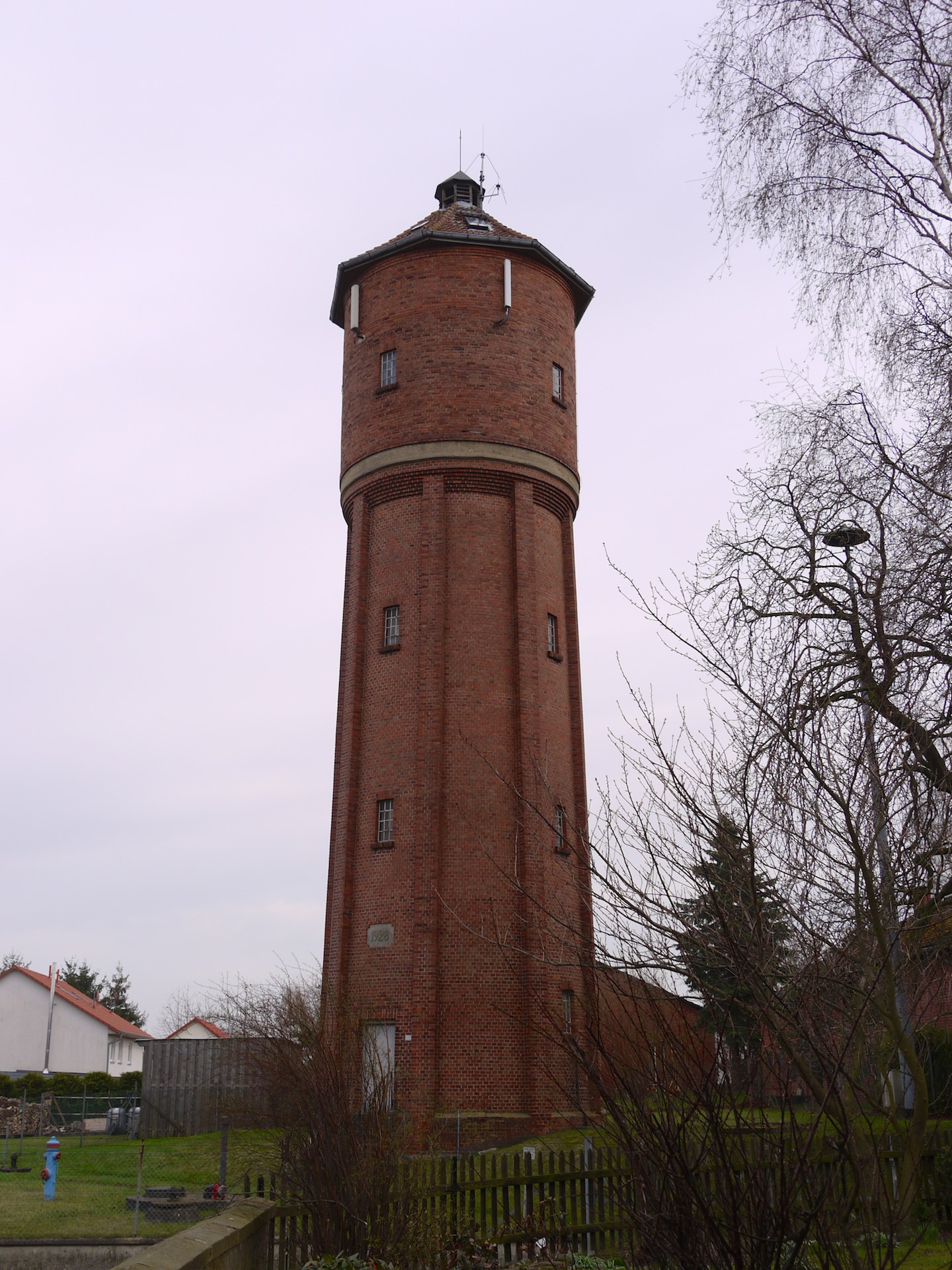
Wasserturm in Lobmachtersen
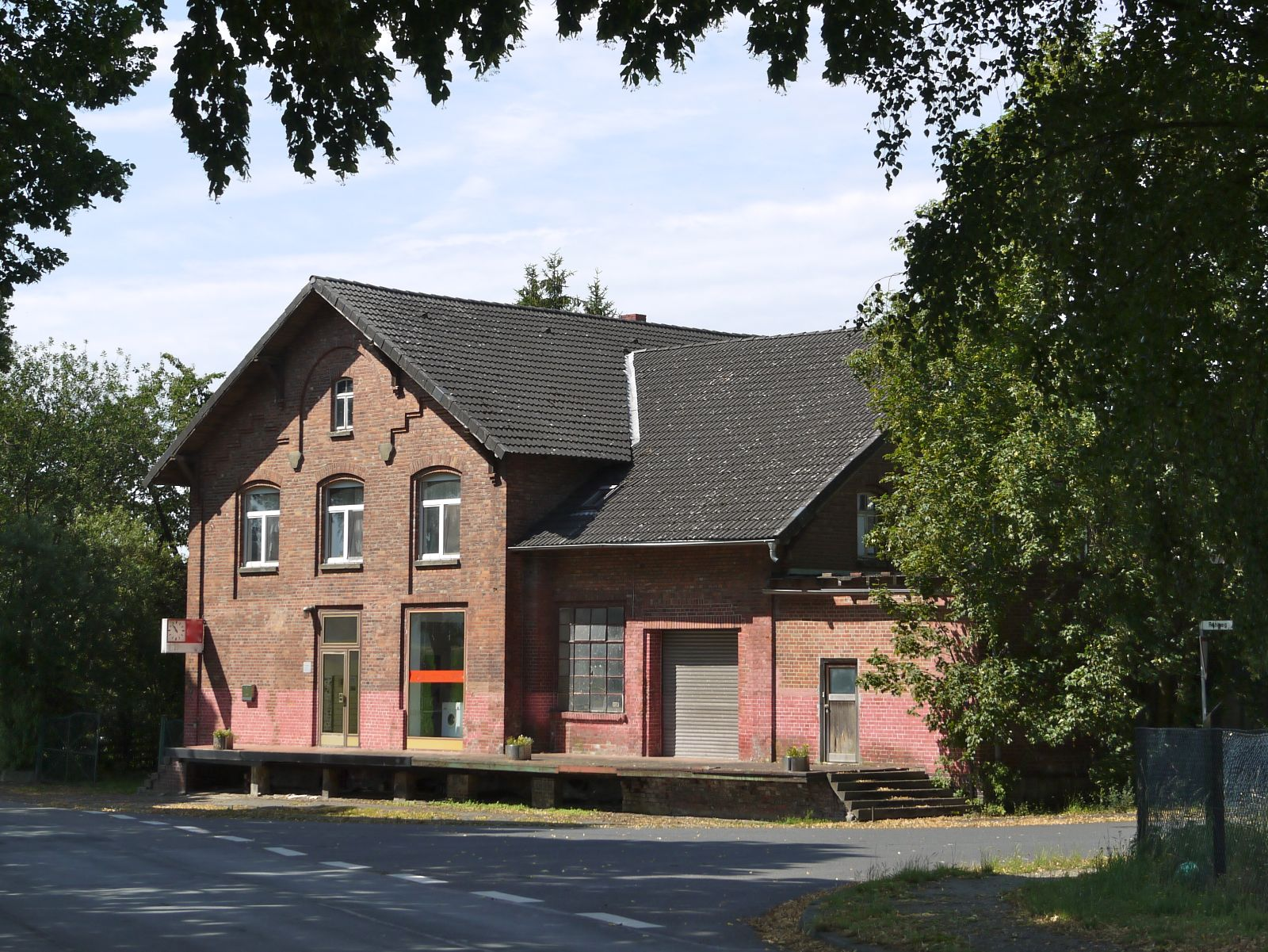
Ehemalige Molkerei in Ohlendorf
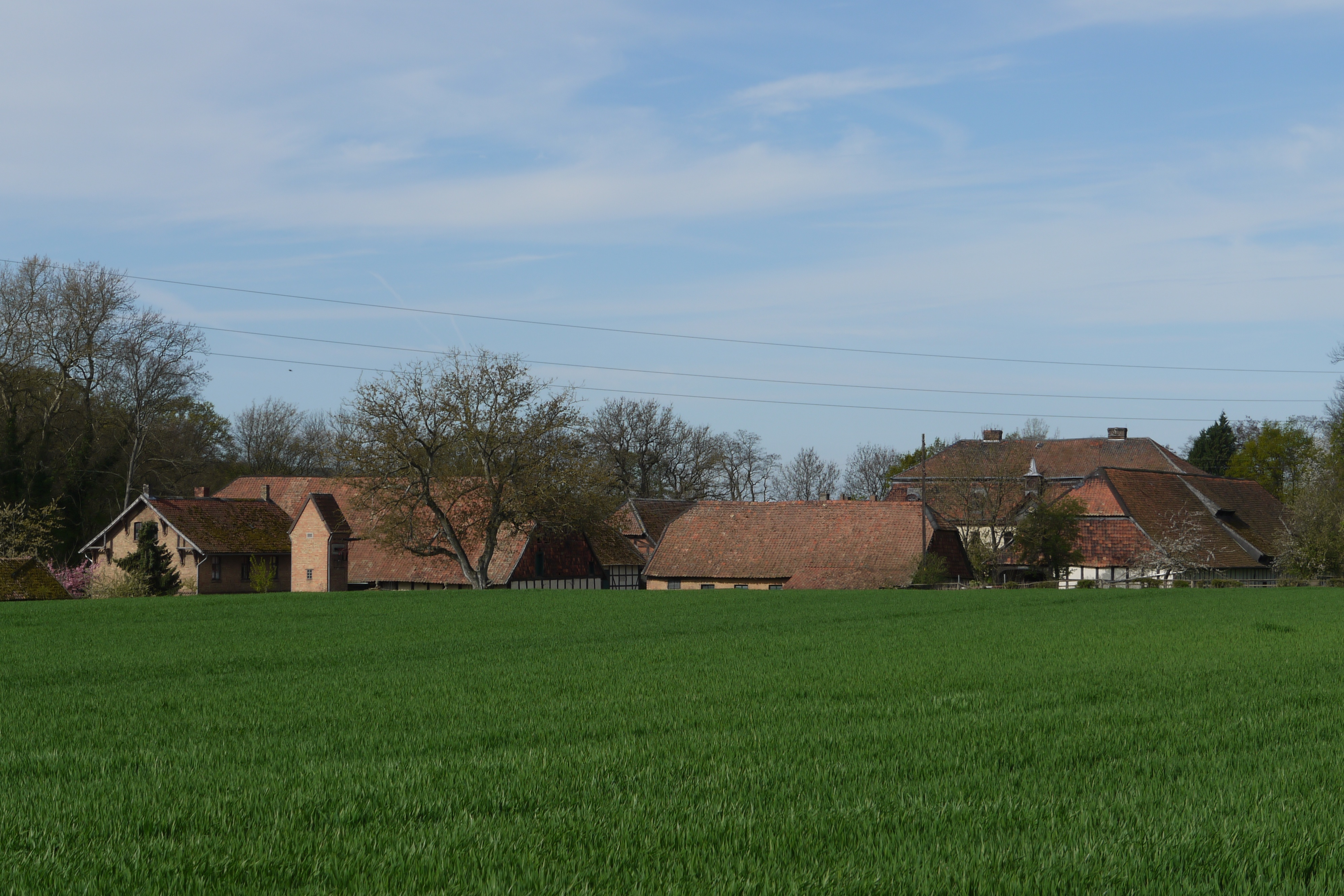
Blick auf Gut Nienrode
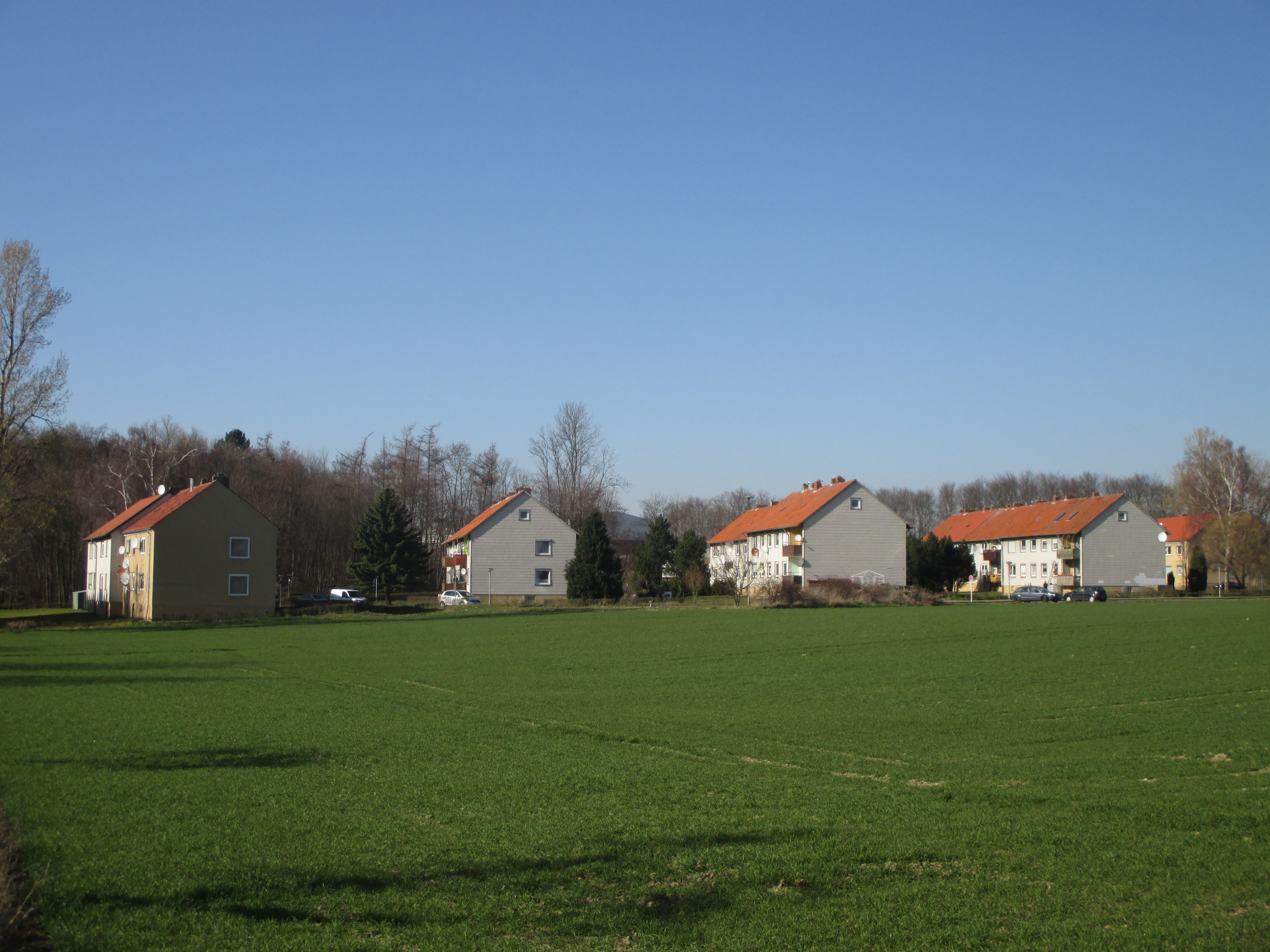
Blick auf die Schachtsiedlung

## Geschichte
Die Ortschaft Südost entstand gemeinsam mit den anderen sechs Ortschaften zum 1. Januar 1972, um die Anzahl der Ortsräte auf sieben zu reduzieren. Zuvor besaßen alle 29 damals zu Salzgitter gehörenden Stadtteile einen eigenen Ortsrat. Die erste Kommunalwahl fand noch im selben Jahr statt.

### Einwohnerentwicklung
Die Tabelle zeigt die Einwohnerzahlen einschließlich der Nebenwohnsitze jeweils zum 31. Dezember des entsprechenden Jahres.
| Ortschaft Südost – Bevölkerungsentwicklung seit 1985 | Ortschaft Südost – Bevölkerungsentwicklung seit 1985 | Ortschaft Südost – Bevölkerungsentwicklung seit 1985 | Ortschaft Südost – Bevölkerungsentwicklung seit 1985 | Ortschaft Südost – Bevölkerungsentwicklung seit 1985 | Ortschaft Südost – Bevölkerungsentwicklung seit 1985 | Ortschaft Südost – Bevölkerungsentwicklung seit 1985                                                                  |
| Jahr                                                 | Einwohner                                            | Jahr                                                 | Einwohner                                            | Jahr                                                 | Einwohner                                            | Entwicklung |
| ---------------------------------------------------- | ---------------------------------------------------- | ---------------------------------------------------- | ---------------------------------------------------- | ---------------------------------------------------- | ---------------------------------------------------- | --- |
| 1985                                                 | 4454                                                 | 2000                                                 | 4439                                                 | 2011                                                 | 3837                                                 | Hier fehlt eine Grafik, die leider im Moment aus technischen Gründen nicht angezeigt werden kann. Wir arbeiten daran! |
| 1990                                                 | 4642                                                 | 2001                                                 | 4414                                                 | 2012                                                 | 3796                                                 | Hier fehlt eine Grafik, die leider im Moment aus technischen Gründen nicht angezeigt werden kann. Wir arbeiten daran! |
| 1991                                                 | 4707                                                 | 2002                                                 | 4402                                                 | 2013                                                 | 3783                                                 | Hier fehlt eine Grafik, die leider im Moment aus technischen Gründen nicht angezeigt werden kann. Wir arbeiten daran! |
| 1992                                                 | 4806                                                 | 2003                                                 | 4330                                                 | 2014                                                 | 3826                                                 | Hier fehlt eine Grafik, die leider im Moment aus technischen Gründen nicht angezeigt werden kann. Wir arbeiten daran! |
| 1993                                                 | 4809                                                 | 2004                                                 | 4251                                                 | 2015                                                 | 3765                                                 | Hier fehlt eine Grafik, die leider im Moment aus technischen Gründen nicht angezeigt werden kann. Wir arbeiten daran! |
| 1994                                                 | 4751                                                 | 2005                                                 | 4236                                                 | 2016                                                 | 3794                                                 | Hier fehlt eine Grafik, die leider im Moment aus technischen Gründen nicht angezeigt werden kann. Wir arbeiten daran! |
| 1995                                                 | 4839                                                 | 2006                                                 | 4192                                                 | 2017                                                 | 3738                                                 | Hier fehlt eine Grafik, die leider im Moment aus technischen Gründen nicht angezeigt werden kann. Wir arbeiten daran! |
| 1996                                                 | 4712                                                 | 2007                                                 | 4125                                                 | 2018                                                 | 3773                                                 | Hier fehlt eine Grafik, die leider im Moment aus technischen Gründen nicht angezeigt werden kann. Wir arbeiten daran! |
| 1997                                                 | 4673                                                 | 2008                                                 | 4022                                                 | 2019                                                 | 3661                                                 | Hier fehlt eine Grafik, die leider im Moment aus technischen Gründen nicht angezeigt werden kann. Wir arbeiten daran! |
| 1998                                                 | 4596                                                 | 2009                                                 | 3974                                                 | 2020                                                 | 3552                                                 | Hier fehlt eine Grafik, die leider im Moment aus technischen Gründen nicht angezeigt werden kann. Wir arbeiten daran! |
| 1999                                                 | 4531                                                 | 2010                                                 | 3928                                                 | 2021                                                 | 3575                                                 | Hier fehlt eine Grafik, die leider im Moment aus technischen Gründen nicht angezeigt werden kann. Wir arbeiten daran! |
| Quellen: Jahre 1985 bis 1992, Jahre 1993 bis 2021    |                                                      |                                                      |                                                      |                                                      |                                                      | Hier fehlt eine Grafik, die leider im Moment aus technischen Gründen nicht angezeigt werden kann. Wir arbeiten daran! |

## Politik
Wie alle Ortschaften verfügt die Ortschaft Südost über einen Ortsrat, aus dessen Reihen ein Ortsbürgermeister gewählt wird.

### Ortsrat
Der Ortsrat setzt sich aus 15 Ratsfrauen und Ratsherren zusammen. Dies ist laut Hauptsatzung der Stadt Salzgitter die festgelegte Anzahl für eine Ortschaft mit unter 10.000 Einwohnern. Die aktuelle Legislaturperiode beginnt am 1. November 2021 und endet am 31. Oktober 2026.
Die Kommunalwahlen am 12. September 2021 ergaben die folgende Sitzverteilung (Veränderung zu 2016):
- SPD: 6 Sitze (−2)
- CDU: 6 Sitze (+1)
- Freie Wähler: 1 Sitz (+1)
- Grüne: 1 Sitz (±0)
- AfD: 1 Sitz (+1)

### Ortsbürgermeister
Ortsbürgermeister ist Wolfgang Weidauer (SPD). Seine Stellvertreter sind Matthias Hackbarth (CDU) und Kay-Erik Tkacz (SPD).

### Wappen
Jeder Stadtteil der Ortschaft Südost führt sein eigenes Wappen.

Barum
Beinum
Flachstöckheim
Lobmachtersen
Ohlendorf